# Фернандес, Перико
Педро «Перико» Фернандес Кастильехос (исп. Pedro Fernández Castillejos; 19 октября 1952, Сарагоса — 11 ноября 2016, там же) — испанский боксёр, представитель лёгкой и первой полусредней весовых категорий. Выступал на профессиональном уровне в период 1972—1987 годов, владел титулом чемпиона мира по версии WBC и титулом чемпиона Европы по версии EBU, многократный чемпион Испании по боксу среди профессионалов.

## Биография
Перико Фернандес родился 19 октября 1952 года в Сарагосе.
Дебютировал на профессиональном уровне в мае 1972 года, его первый бой продлился все шесть раундов и завершился ничьей. В дальнейшем продолжил активно выходить на ринг, одержал три победы подряд, после чего в августе того же года потерпел первое в карьере поражение, был дисквалифицирован в пятом раунде боя с Мануэлем Диасом. Фернандес выходил на ринг довольно часто, так, в одном только 1973 году он провёл семнадцать поединков, завоевал и защитил титул чемпиона Испании в лёгком весе, проиграв при этом лишь один раз.
К лету 1974 года Перико Фернандес имел в послужном списке уже 28 побед. Благодаря череде удачных выступлений он удостоился права оспорить титул чемпиона Европы в первой полусредней весовой категории по версии Европейского боксёрского союза (EBU) — в итоге он завоевал этот чемпионский пояс, нокаутировав в двенадцатом раунде соотечественника Антонио Ортиса, и вскоре защитил его, выиграв техническим нокаутом у итальянца Пьеро Черу. Настоящая мировая известность пришла к нему чуть позже осенью, когда в поединке с японцем Лионом Фуруямой он завоевал вакантный титул чемпиона мира в первом полусреднем весе по версии Всемирного боксёрского совета (WBC) — их противостояние продлилось все пятнадцать раундов, в итоге судьи раздельным решением отдали победу Фернандесу.
В статусе чемпиона мира Перико Фернандес провёл три рейтинговых боя, а первая его официальная защита состоялась в апреле 1975 года — тогда в девятом раунде он нокаутировал бразильца Жоана Энрике. Тем не менее, уже во время второй защиты в июле того же года он лишился своего чемпионского пояса, побывав в Таиланде и проиграв нокаутом местном тайскому боксёру Саенсаку Муангсурину.
Впоследствии Фернандес выиграл и защитил титул чемпиона Европы в лёгком весе, в июне 1977 года пытался вернуть себе титул чемпиона мира, проведя матч-реванш с Саэнсаком Муангсурином — однако таец вновь оказался лучше, по итогам пятнадцати раундов судьи единогласно отдали ему победу. Испанец затем довольно долго дрался на ринге, становился чемпионом Испании в своей весовой категории, претендовал на титул чемпиона Европы, в то время как подобраться к мировому титулу ему больше ни разу не удалось. В июле 1980 года стал участником неприятного инцидента: рефери остановил поединок и дисквалифицировал обоих боксёров за пассивность — такое решение привело Фернандеса в ярость, он несколько раз ударил рефери, в результате чего тот был госпитализирован. Изначально за этот поступок Фернандеса отстранили от соревнований на три года, но затем срок отстранения сократили. Он продолжал активно выходить на ринг вплоть до 1987 года, за свою долгую пятнадцатилетнюю карьеру провёл на профессиональном ринге 127 боёв, в том числе 82 выиграл (47 досрочно), 28 проиграл, в 15 случаях была зафиксирована ничья.
В поздние годы страдал от болезни Альцгеймера и диабета, умер 11 ноября 2016 года в возрасте 64 лет.